# ベンゾジアゼピン薬物乱用
ベンゾジアゼピン薬物乱用（ベンゾジアゼピンやくぶつらんよう、benzodiazepine drug abuse）とは、ベンゾジアゼピン系を、高揚感を得るなど娯楽目的で使用したり、医師の指示なく長期間に渡って使用し続けること。ベンゾジアゼピン系薬物は他の一般的薬物に比べて乱用率が高い。娯楽用途でベンゾジアゼピン系を用いる場合、多くは経口投与されるが、鼻腔内投与や静脈注射されることもある。娯楽用途使用によって生じる効果はアルコール中毒に似ている。霊長類での試験ではバルビツール酸系と類似の効果とされる。
世界保健機関による1996年の「ベンゾジアゼピンの合理的な利用」という報告書においては、ベンゾジアゼピン系の「合理的な利用」は30日までの短期間にすべきとしている。
トリアゾラム、テマゼパム、アルプラゾラム、クロナゼパム、ロラゼパムらは、他のオキサゼパム、クロルジアゼポキシドと比較して身体的依存の可能性が高い。乱用の可能性（精神依存）は消失半減期・吸収率・薬物効果などにより違いがある。

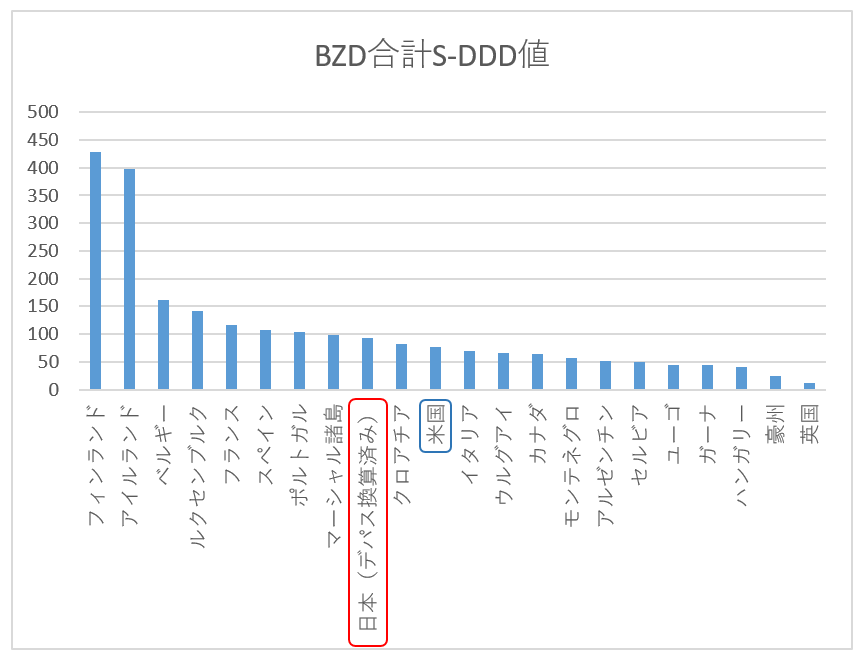
各国の人口1000人あたりベンゾジアゼピン系催眠鎮静剤および抗不安薬合計消費量2016年版レポート (国際麻薬統制委員会)。国際麻薬統制委員会の統計にはエチゾラムが含まれていないため国際的に高い水準ではないかとの指摘を受けている。国際麻薬統制委員会は後に、日本は高齢化の影響で消費量が多いと記し、ベンゾジアゼピン系抗不安薬は国際的には平均的な消費量であることを示した。（なお高齢者にはベンゾジアゼピン系睡眠薬は可能な限り使用を控えるべきである）

## 乱用率
薬物乱用においてベンゾジアゼピンが注目されることは少ない。しかしこれらは他の薬物らと共に頻繁に乱用されている（とりわけアルコール、覚醒剤、オピオイド）。
ベンゾジアゼピンは様々な国々において乱用されており、その要素は地域的情勢・入手可能薬物によって様々である。たとえば英国とネパールではニトラゼパム乱用が一般的であるが、米国ではそれが処方薬として入手不可能なため他のベンゾジアゼピンが乱用されている。また英国とオーストラリアではテマゼパム乱用が見られ、特にジェルカプセルを溶かして注射され薬物関連死をまねいている。このようなベンゾジアゼピンの水溶物を注射することは、大変危険であり深刻な健康被害をもたらす。

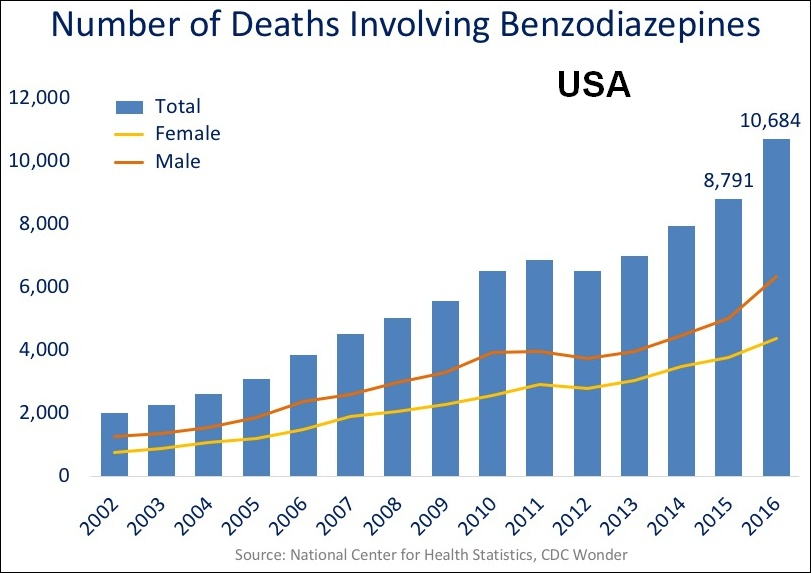
米国におけるベンゾジアゼピンオーバードーズ死者数推移

ベンゾジアゼピンは一般的に乱用性薬物に分類されている。スウェーデンの研究では、ベンゾジアゼピンはスウェーデンにおいて最も乱処方されている薬物分類であった。自動車運転者のベンゾジアゼピン服用については、これまでほとんど取り上げられることはなかったが、スウェーデンと北アイルランドの報告では、多くの場合に治療用投与量を超えているという。ベンゾジアゼピン薬物乱用において警戒すべきサインは処方量の増加である。大部分を占める適正処方患者においては、処方量の増加に至ることはない。
米国政府機関SAMHSAによる2004年の全米救急部への調査によれば、米国で最も乱用されている処方薬は催眠鎮静薬であり、薬物理由による救急部受診においては、催眠鎮静薬関係が35%を占め最多であった。その中はベンゾジアゼピンが多数(32%)であり、オピオイドによる救急部受診よりも多かった。また調査ではベンゾジアゼピン乱用率に男女差はなかった。薬物自殺においては、ベンゾジアゼピンは最も一般的に利用される薬物であり26%を占めていた。2004年の米国ではアルプラゾラムが最も乱用されるベンゾジアゼピンであり、続いてクロナゼパム・ロラゼパム・ジアゼパムらが4位までに入った。2014年の医薬品と違法薬物を含めた過剰摂取による死亡者数において、4位がアルプラゾラムで4,217人（総数の9%を占める）、10位がジアゼパム1,729人である。

## 危険因子

縦軸：依存性：上に行くほど依存性の可能性の高い物質。横軸：右に行くほど活性量と致死量が近い。

薬物乱用歴のある患者は、ベンゾジアゼピンの乱用リスクが大きいとされる。
過去10年間を対象としたいくつかの研究において、家族にアルコール乱用歴ある場合や兄弟や子供がアルコール依存症である場合は、遺伝的健康者（genetically healthy persons）と比べて、男性の場合は高揚感が増大し、女性はその副作用により誇張反応となるとされている。
すべてのベンゾジアゼピンは乱用リスクがあるが、特定カテゴリのベンゾジアゼピン薬は乱用リスクがさらに高い。たとえば短半減期かつ即効性の薬などは乱用リスクが高い。

## 依存と離脱症状

薬物の依存性と有害性

アルコール・ベンゾジアゼピン・バルビツールのような鎮静催眠薬は、重篤な離脱症状などの深刻な身体依存を引き起こすことで悪名高い。
強い薬物耐性は、たいてい慢性的なベンゾジアゼピンの使用によって起こり、ベンゾジアゼピン依存につながる場合、処方量内でも起こり得る。
慢性的処方量服用者に見られるベンゾジアゼピン離脱症候群は、慢性的高用量乱用者と違いはない。継続的に服用するため反社会的行動を取って薬物を探す。ベンゾジアゼピン離脱症候群の深刻度は、テマゼパム中毒者が以下に語っている。

私であれば、ヘロインを断薬するほうを選びます。私がベンゾジアゼピンから離脱しているときに、あなたがヘロイン20mgとジアゼパム20mgのどちらかを提供するならば、私は常にジアゼパムを選ぶでしょう。私は人生の中で、（離脱症状のため）これ以上に脅えていた期間はありませんでした。

ベンゾジアゼピンを断続的に服用していた場合、毎日服用していた場合に比べて、依存形成や減薬・断薬時の離脱症状が少ない傾向にある。
ベンゾジアゼピン乱用は薬物乱用者の間で広がっているが、彼らの多くは時々の服用であるため、たいてい離脱の管理を必要としない。ベンゾジアゼピン依存となっている場合に離脱治療を必要とする。ベンゾジアゼピンの長期投与に利益があるという証拠はほとんど存在しない。長期利用は有害であるという証拠が集まりつつある。徐々に減量を行うことにより、離脱症状を軽減することが推奨される。
離脱に際してはすべてのベンゾジアゼピンを長時間作用型（ジアゼパムなど）に等価置換することが推奨される。クロルジアゼポキシド（librium）もまた長時間作用型で乱用の可能性が低いため、ジアゼパムの代替として注目されている。長期間使用の依存者に対しては、6〜12ヶ月の断薬体制が推奨されており、そのほうが成功率が高まることが明らかになっている。1ヶ月といった急速な減薬法は、より重篤な離脱症状をもたらすため推奨されない。
ベンゾジアゼピンの投薬を中止するときに生じる可能性がある、共通の離脱症状:
- 抑うつ
- 動揺
- 非現実感
- 食欲衰退
- 筋肉痙攣
- 記憶欠如
- 運動障害
- 吐き気
- 筋肉痛
- めまい
- 物体が動き続けているような錯覚
- 徐々に落下しているような感覚
- 聴覚過敏
- 光敏感
- 独特の味覚
- ピリピリ感
- 触覚過敏
- 目の痛み
- 幻覚
- 嗅覚過敏

すべての鎮静催眠薬・アルコール・バルビツール酸・ベンゾジアゼピンおよび非ベンゾジアゼピン系・Z薬などは多様な作用機序を持っており、GABAA受容体複合体に作用する。それらは交差耐性を持つため、互いに乱用の可能性がある。非ベンゾジアゼピンであるZ薬睡眠薬の使用は、断薬達成者の4分の1において薬物乱用が再燃することがあった。

## 各国の状況
| BZD系催眠鎮静薬                                                                                          | BZD系催眠鎮静薬 | BZD系抗不安薬  | BZD系抗不安薬 |
| --- | --------------- | -------------- | ------------- |
| アイルランド                                                                                             | 85.35           | フィンランド   | 412.27        |
| 日本 | 51.69           | アイルランド   | 312.58        |
| ベルギー                                                                                                 | 39.78           | マーシャル諸島 | 097.85        |
| キューバ                                                                                                 | 32.98           | ポルトガル     | 094.80        |
| ルクセンブルク                                                                                           | 31.36           | クロアチア     | 082.17        |
| スペイン                                                                                                 | 30.58           | ハンガリー     | 076.94        |
| イタリア                                                                                                 | 27.22           | スペイン       | 066.01        |
| フィンランド                                                                                             | 23.42           | ベルギー       | 064.91        |
| ドイツ                                                                                                   | 18.71           | カナダ         | 064.51        |
| フランス                                                                                                 | 16.81           | ウルグアイ     | 062.62        |
| |                 | 〜             |               |
| 日本 | 018.22          |                |               |
| 単位:統計目的の千人あたり1日投与量 推奨処方量などではない 高消費は過剰処方や違法流通網への流入も示唆する |                 |                |               |

各国の処方規制ガイドラインなどは以下の通り。

### アジア

#### 日本
ベンゾジアゼピン系医薬品は、厚生労働省告示による投薬期間に上限が設けられている医薬品に該当し、一度の処方は14日分か30日分を限度に投与の制限が定められている。ジアゼパム、ニトラゼパム、クロバザム、クロナゼパムなどの一度の処方は一部製剤は90日分が上限と定められている。ただし、エチゾラム（デパス）のように規制管理下になく、30日分を超える処方が行われ重複処方の問題が指摘されていた例もある（2016年に同様に規制）。
2010年の国際麻薬統制委員会（INCB）の報告書では、日本でのベンゾジアゼピン系催眠鎮静剤の消費量の多さを取り上げ、「不適切な処方パターンとそれに起因する乱用が反映されたものだと思われる」と記していた。

89. 10年前のアジアにおいてのベンゾジアゼピン系催眠鎮静剤の消費は、多くの老人人口を抱えるイスラエルと日本を除いて、非常に低かったものの、台湾、香港なども次第に突出するようになり、2019年現在相当数の消費にのぼると思われる。INCBデータにそれらの国のデータはないが、台湾国立薬剤師連盟によると2300万人中服用者は426万人。実に5人に1人が服用している(2016年データ）。2016年INCBデータにおいて日本はデパス、エチゾラムを加算すると世界で9位に入る。つまり1000人あたりのベンゾジアゼピン消費量は、一日 92S-DDD以上のレベルとなっており若干改善している。東南アジアは処方箋なしで売買可能なのでやはり実態は不明。
—Special Report: Availability of Internationally Controlled Drugs: Ensuring Adequate Access for Medical and Scientific Purposes (PDF) (Report). 国際麻薬統制委員会. 2016. p. 58.
こうした状況で、国際麻薬統計委員会の報告では、日本はベンゾジアゼピン系の消費量が他の先進国の半分程度となっているが、国際麻薬委員会に確認するとエチゾラムが含まれていないことから単位人口当たり世界最多と断言できないが、その可能性が高いとの指摘も受けた。（エチゾラムには国際的な乱用がなく国際規制がなく、2015年も同様である）。しかし2016年のINCB報告書では、日本のベンゾジアゼピン系抗不安薬の消費量は、エチゾラムを含めても20位となっており平均的な水準であることが示され、日本のベンゾジアゼピン系催眠鎮静剤の消費量は、高齢化の影響で多くなったと記されている。2011年の報告書では、抗不安薬の最高値はハンガリー127.25、ポルトガル103.8という状況でそのような指摘を受けていたが、他国の最高値が2016年（表を参照）ではフィンランド、アイルランドのように突出したものが示されている。
厚生労働省の定める2014年の診療報酬規定においては、抗不安薬・睡眠薬を3種類以上投与した場合は診療報酬が減額され、かつ厚労省への届け出義務が定められた。さらに2018年度より「4種類以上の抗不安薬および睡眠薬の投薬を行った場合」に減算されることが追加され制度上の通常の想定は3剤までとなり、ベンゾジアゼピン系（あるいは同じ作用機序）の抗不安薬、睡眠薬が12か月以上の継続処方の場合は、診療報酬の減算(▲13点)となった。

#### 香港
- 香港政府衛生署薬物局の睡眠薬ガイドライン - 耐性・依存性・離脱症状が生じるため、ベンゾジアゼピンおよびZ薬の使用は深刻かつ支障のある不眠の場合に限り、かつ可能な限り短期間にとどめるべきで4週間を超えてはならない[47]。（あくまでガイドラインであって規制ではない。実態は蔓延処方となっている）

#### 台湾
- 行政院衛生署のベンゾジアゼピン催眠鎮静薬勧告[48] - 投与は可能な最少量にすべきであり、治療量にて効果を示さない時は他の薬物を検討すべきである。継続的な利用は推奨されず、日常的な利用は4週間を超えてはならない。抑うつの治療に単独に用いるべきではない。子どもの催眠鎮静には推奨しない。断薬時に離脱症状が発生する可能性があり、また薬物乱用ポテンシャルは高い。（あくまで勧告であって規制ではない。実態は蔓延処方となっている）。
- 台湾国立薬剤師連盟によると2300万人中服用者は426万人。実に5人に1人がベンゾ系睡眠薬服用しておりアジアワースト１となっている(2016年データ）。

### アメリカ州
北米でのベンゾジアゼピン乱用は深刻な問題となっている。米国とカナダで最も乱用されるベンゾジアゼピンは、アルプラゾラム、クロナゼパム、ロラゼパム、ジアゼパムであった。

#### 米国
- アメリカ老年医学会（英語版） - 高齢者の不眠症・興奮・譫妄に対して、ベンゾジアゼピンや他の鎮静睡眠薬を第一選択肢とすべきではない[50]。（FDAに規制はなく実態は蔓延処方になっている。ただし2020年9月23日付けでFDAよりベンゾジアゼピン薬のブラックボックス警告更新要請 がアナウンスされ、ベンゾジアゼピン投与開始からわずか数日～数週間で身体依存が形成される例があるとし、中止にあたっては患者ごとに漸減計画を作成して投与量を徐々に減らす漸減テーパー法を用いて、深刻な離脱症状を回避するよう警告している。日本語訳）

#### カナダ
- 保健省・薬物利用評価助言委員会 (Drug Use Evaluation Advisory Committee, DUEAC) の勧告 - ベンゾジアゼピンの長期的処方にはリスクが存在する。不安、不眠について適切な使用および薬物依存を避けるために、新規処方は注意深く観察すべきであり、処方期間は限られるべきである（不安には1〜4週、不眠には14日まで）[51]。（あくまで勧告であって規制ではない。実態は蔓延処方となっている）

- 2011〜2013年のベンゾジアゼピン系抗不安薬の消費量は 55.8 S-DDD であり、日本の 21.1 S-DDDよりも多かった[10]。

### オセアニア

#### オーストラリア
- 王立オーストラリア総合医学会臨床ガイドライン - 短期間利用に留めるべきであり、4週間以上の長期投与は非一般的（uncommon）である。物質乱用、アルコール乱用の患者に対しては処方を避ける[52]。（イギリスと同様、処方には患者の同意書を必要とする）
- 南オーストラリア州保健局 - ベンゾジアゼピンは短期治療では有用だが依存性が知られており、2〜3週間以上の使用では依存が形成される[53]。（規制ではない）
- ニューサウスウェールズ州保健局 - 4週間ほどの使用で依存が起こるため、ベンゾジアゼピンの処方は短期間に限定されるべきである[54]。（規制ではない）

#### ニュージーランド
- Medsafe（ニュージーランド保健省医薬品・医療機器安全庁）の不眠治療に関する勧告 - 鎮静薬およびベンゾジアゼピンは通常短期間に限るべきである。長期間のベンゾジアゼピン服薬者は徐々に減薬・断薬を行うべきであり、数か月以上かけた減薬で離脱症状を軽減できるであろう[55]。（あくまで勧告であって規制ではない。実態は蔓延処方となっている）

### ヨーロッパ

#### アイルランド
- アイルランド保健・児童省（英語版） - ベンゾジアゼピン委員会報告書 - 不安に対してのベンゾジアゼピン投与は通常1か月を超えてはならない（should not）。不眠に対しての投与は2-4週を超えてはならない[56]。
- アイルランド保健サービス（HSE）
  - 不安(GAD)・恐怖症のガイドライン - ベンゾジアゼピンは短期間では有効ではあるが、依存と離脱の問題があり長期間投与してはならず、一般的には最大4週間までである。4週間以上の投与では依存の可能性が生じ、かつ効果が失われる。断薬は徐々に行うべきである[57][58]。
  - 不眠ガイドライン - 入眠に利用されるベンゾジアゼピンには全て依存性が生じる。睡眠薬の利用は可能な限り短期間に留めなければならない。睡眠薬を毎晩服用している者は減薬・断薬を検討すべきであるが、離脱症状を引き起こす可能性があるため急激に断薬せず、医師と相談すべきである[59]。
- アイルランド精神医学会のBZDガイドライン - BZDの処方認可は4週間までとされており、それ以上の処方は適応外処方となる。不安障害へのBZD処方は短期間（2〜4週間）にすべきである。不眠へのBZDおよびZ薬の処方は2〜4週間までに限定すべきである[60][61]。（あくまでガイドラインであって規制ではない。実態は蔓延処方となっている。2016年INCBデータでは世界ワースト１の消費率。なんと千人中426錠の消費となっている）

#### イギリス
- 医薬品安全性委員会(MHRA配下)ガイドライン - ベンゾジアゼピンは短期間の救済措置（2〜4週間のみ）のみの適用である。ベンゾジアゼピンはうつを引き起こしたり悪化させ、また自殺の危険性を高める[62]。
- 国民保健サービス(NHS)ベンゾジアゼピンと睡眠薬における処方および離脱ガイドライン - 2〜4週以上の処方について認可しない[63]。
- 英国国民医薬品集(BNF) - ベンゾジアゼピンは、深刻で患者に支障をもたらす耐え難い不安に対しての短期間救済措置（2〜4週間のみ）適用である。中程度の不安に対してのベンゾジアゼピン処方は不適用である[64]。
- 2004〜2006年のベンゾジアゼピン系催眠鎮静剤の消費量は 47.3 S-DDD であり、比較的多い水準である[10]。

英国でのテマゼパムの乱用と発病は、1971年薬物乱用法においてSchedule III規制薬物指定によって厳格な処方規制と入手制限がなされたことで低下している。英国北アイルランドではベンゾジアゼピンは薬物中毒治療センターに通う人の統計で2番目に多かった（31%）。大麻は35%とトップだった。北アイルランドの統計では、依存治療において最も問題となる薬物はベンゾジアゼピンであり、前年から倍増している。

#### オランダ
- オランダ医療保険委員会（オランダ語版）(CVZ)の勧告 - 不安へのベンゾジアゼピン投与は、依存リスクがある一方で効用が減少するため、最大でも2ヶ月に留めることを勧める。4ヶ月以上の服用者は依存と離脱を避けるための断薬を行うべきである[67]。（あくまで勧告であって規制ではない。実態は蔓延処方となっている）

オランダでは、当局が1996〜1999年間にテマゼパムを合計275万カプセルを押収した。

#### スウェーデン
- 医療製品庁(MPA)による不安の薬物治療ガイドライン - 薬物依存を引きこすため、不安の薬物療法にベンゾジアゼピンは避けなければならない。薬物依存の可能性があるためベンゾジアゼピンは数週間以上の治療には推奨されない[69]。（あくまでガイドラインであって規制ではない。）
- 医療製品庁(MPA)による不眠症の薬物治療ガイドライン - 現在推奨される睡眠薬はゾピクロン、ゾルピデム、ザレプロンなどの短半減期薬である。長期間の睡眠薬利用は薬物依存を引き起こす。離脱症状があるため、長期使用者には医師管理の下で徐々の断薬が推奨され、断薬には多くは1〜6ヶ月だが人により年単位を要する場合もある[70]。

#### デンマーク
- 保健省の依存性薬物処方ガイドライン - ベンゾジアゼピンおよび類似薬は依存性があり、長期間利用にて耐性・中断時離脱が形成される[71][72][73]。長期間の治療は避けなければならない。
  - 不眠への投与は深刻かつ代替手段が無い場合に限り、1-2週間までに限らなければならない[71][73]。
  - 全般性不安障害、パニック障害、不安障害の第一選択肢は抗うつ薬であり、これらへのベンゾジアゼピンの処方は非薬物療法など、それ以外の方法全てで治療できない場合のみに限定されなければならず、処方期間は4週間を目処にしなければならない[71][73]。

#### フランス
- 厚生省医薬品情報 - ベンゾジアゼピン投与は可能な限り短期間・小量でなければならず、不安治療では12週、不眠症治療では4週を超えてはならない[74]。
- フランス高等保健機構（フランス語版）(HAS) - HASはフランスが欧州において睡眠薬の大消費国であることを問題としており、処方は最大30日までと勧告しているが、調査では65歳以上人口の27%が慢性的に服薬しており[75]、断薬ガイドラインを公開している[76]。（あくまでガイドラインであって規制ではない。実態は蔓延処方となっている。2016年データではS-DDD値は100を超えて世界ワースト5位）

#### フィンランド
- フィンランド国立保健福祉研究機構（英語版）(THL) - ベンゾジアゼピンの最も顕著な副作用は依存形成である。不眠症に対してのBZD投与は短期間に限定しなければならない。不安治療の一次治療にBZDは推奨されない[77]。
  - （あくまでガイドラインであって規制ではない。実態は蔓延処方となっている。2016年INCBデータでは1000人中400錠以上の消費率。3~4人にひとりが服用と推測できる）

#### ノルウェー
- ノルウェー保健監査委員会（英語版）依存性薬物の処方および防衛ガイドライン - BZD処方に際しては、医師は患者と治療計画・治療目的・治療終了について話し合わなければならない。継続処方について医師は依存リスクを警戒しなければならない。日常服用は4週間を超えてはならない[78][79]。（あくまでガイドラインであって規制ではない。実態は蔓延処方となっている）
- ノルウェー公衆衛生機構（英語版）(NIPH)- 習慣性と乱用性があるため、ベンゾジアゼピンの処方は可能な限り短期間（2〜4週間まで）にすべきである[80]。